# Dymock Poets
Die Dymock Poets waren eine Gruppe von Schriftstellern, die zwischen 1911 und 1914 im kleinen Dorf Dymock in der englischen Grafschaft Gloucestershire lebten.
Die Gruppe bestand aus den Dichtern Robert Frost, Lascelles Abercrombie, Rupert Brooke, Edward Thomas, Wilfrid Wilson Gibson und John Drinkwater. Durch Edward Thomas freundschaftlich verbunden mit der Gruppe war Eleanor Farjeon.
Die Gruppe veröffentlichte ihre Gedichte in ihrer eigenen Zeitschrift mit dem Titel New Numbers, in der u. a. Rupert Brookes fünf Kriegssonette zuerst erschienen. Einer breiten Öffentlichkeit wurden die Dichter der Gruppe durch die Aufnahme in die von Edward Marsh herausgegebenen Sammlungen der Georgian Poetry bekannt. Nach dem Tod Edward Thomas’ im Ersten Weltkrieg zerfiel die Gruppe.